# 免除 (公船)
公船が有する免除（めんじょ）は、国家免除の一種。一般に軍艦その他の公船が沿岸国の執行管轄権からの免除を享有していることをいう。
国際慣習法上、認められてきており、今日の国連海洋法条約においても、第32条の反対解釈として読み取ることができる。

## 軍艦以外の政府公船に関する問題
歴史的に、洋上の警察機能を主として担ってきたのは海軍であったが、20世紀以降、日本の海上保安庁や米国の沿岸警備隊、中国の海警に代表されるような、”Coast Guard”が登場し、洋上の警察機能は、徐々にこういった海上法執行機関の役割となるようになった。こういった機関の船舶についても、軍艦同様の免除を有するのか、について議論されている。

## 領海警備に関する問題
領海警備において、公船同士が対峙することがあるが、この際、免除との関係で双方の公船がどこまでの行為を許容されているのか、問題となる。
例えば、今日の尖閣諸島周辺海域における日本の海上保安庁と中国海警局に所属する船舶の対峙においては、「退去警告」が双方から行われている事実がある。
海洋法条約第25条においては、いわゆる沿岸国の保護権が認められており、一般に、沿岸国の保護権の行使と公船に対する免除とのバランスで、取りうる行動が決まってくると考えられている。
しかし、事態がエスカレートする場合に、どこまでの行動が国際法上許容されるかについては、未だ明らかでない部分も多い。今後の法実行に応じて、解釈が確立されていくものと考えられている。

## 海洋法条約25条1項と32条との関係
免除を規定する海洋法条約第32条は、「この節のA及び前二条の規定による例外を除くほか」と規定している。海洋法条約第25条（沿岸国の保護権）は、「この節のA及び前二条の規定による例外」にあたるため、沿岸国の保護権は、免除の影響を受けないという説と、本例外にはあたらないという説がある。

## 関連する日本の国会答弁
「委員御指摘の国連海洋法条約第三十条では、沿岸国が、領海の通航に係る沿岸国の法令を遵守せず、遵守の要請を無視した軍艦に対して、領海からの退去を要求する権利が規定されております。また、国連海洋法条約第二十五条では、無害でない通航を防止するため、沿岸国が自国領海内において必要な措置を取ることができると規定されており、この規定は軍艦等にも適用されます。海上保安庁は、領海において外国公船が無害通航に当たらない航行を行っている場合には、当該外国公船が有する免除を侵害しない範囲で、当該外国公船の侵害行為との比例性を確保した上で必要な措置を取ることができるものと理解をしております。仮に中国海警局に所属する船舶が巡視船あるいは日本漁船への侵害行為を行った場合の対応につきましては、個別具体のケースに即して総合的に判断すべきであり、一概にお示しすることは困難でありますが、ただし、国際法上許容される範囲内において、海上保安庁法第二十条第一項で準用する警察官職務執行法七条の要件に該当する場合には、警察比例の原則に基づき、武器を使用することは排除されないと認識をしております。」—奥島高弘海上保安庁長官、第204回国会 衆議院予算委員会 第12号 令和3年2月17日、

## 関連文献
- 兼原敦子「領海警備の法整備--喫緊の課題」『ジュリスト』第1569号、2022年4月。
- 坂元茂樹『日本の海洋政策と海洋法』（増補第二版）信山社〈学術選書〉、2019年10月。ISBN 978-4-7972-8229-0。